# ブヤニ・ブング
ブヤニ・ブング（Vuyani Bungu、1967年2月26日 - ）は、南アフリカ共和国の男子プロボクサー。東ケープ州ムダントセーン出身。The Beast（獣）またはCarousel Kid（回転木馬）の異名を持つ。
元IBF世界スーパーバンタム級王者。南アフリカのプロボクシング世界王者最多となるIBF世界スーパーバンタム級歴代王者13度の防衛に成功した。

## 来歴
1987年4月26日、プロデビューを果たし最終4回TKO勝ち。
1988年6月5日、ケープスーパーバンタム級王者セクソン・ンガイムバナと対戦し、当時世界ランカーだったンガイムバナの圧倒的有利と言われながらも10回判定勝ち(97-94、99-93、97-95)を収めて王座獲得に成功しIBFで世界ランカー入りを果たした。この時ブングはプロ7戦でいきなりのアップセットを起こした。
1988年9月11日、ヴィリエ・カラスと対戦し3回KO勝ちを収め初防衛に成功した。
1988年10月23日、ビリー・マッケンクセレと対戦し、10回3-0(99-93、100-93、98-94)の大差判定勝ちを収め2度目の防衛に成功した。
1989年3月5日、マブホンゴ・ディコと対戦し9回TKO勝ちを収め3度目の防衛に成功した。
1989年4月30日、6戦無敗のゾラニ・マクフバロと対戦し、終始手数で圧倒しタフで知られるマクフバロを寄せ付けず7回棄権により4度目の防衛に成功した。
1989年8月28日、南アフリカスーパーバンタム級王者フランシエ・バーデンホルストと対戦。国内タイトルの絶対王座で世界挑戦経験があるバーデンホルストの強打にブングにいきなり洗礼を浴びることになった。初回ブングがバーデンホルストの右カウンターをもらいダウンを奪われると立て続けに倒され計3度のダウンであわやKO負け寸前まで追い詰められた。5回にダウンを奪われ完全にバーデンホルストの持ち味を発揮するかに見えた。7回にブングが反撃のダウンを奪うも追い上げはここまでになった。0-3(112-116、110-116、114-116)の判定負けを喫し王座獲得に失敗した。スコアでは僅差までに追い上げることができたが前半のダウンが響いた形になった。国内ではあわやKO負け寸前ながらもダウンをもらいながら反撃して粘ったのが賞賛される試合になった。
1989年11月26日、アンディレ・ントシコと対戦し、ントシコの4回終了時棄権により5度目の防衛に成功した。
1990年5月13日、南アフリカスーパーバンタム級王者フランシエ・バーデンホルストと対戦し。ダウンシーンは無かったが終始激しい打ち合いになりバーデンホルストを手数で押し切り3-0の判定勝ちを収めリベンジに成功と同時に王座獲得に成功しバーデンホルストに引導を渡しブング自身が国内最強に上り詰めた。
1990年11月4日、ゾラニ・マクフバロと1年5か月振りの再戦と対戦し、終始マクフバロに粘られるも結果手数の多さで押し切り12回3-0(118-111、118-115、117-110)の判定勝ちで返り討ちを果たし初防衛に成功した。
1991年6月2日、ルンガ・ドンドと対戦し、9回レフェリーストップとなるTKO勝ちを収め2度目の防衛に成功した。
1991年10月6日、マォリシ・マイェキソと対戦し、4回レフェリーストップとなるTKO勝ちを収め3度目の防衛に成功した。
1992年4月18日、自身初の海外の試合でイタリアのリングに登場。18戦全勝で後のWBA世界フェザー級王者フレディ・ノーウッドと対戦し、8回判定負けを喫した。
1992年9月26日、9戦全勝のシギギ・ネキレと対戦し、11回終了時棄権で4度目の防衛に成功した。
1993年8月29日、ジューン・シコと対戦し8回KO勝ちで5度目の防衛に成功した。
1994年4月16日、世界前哨戦でアメリカデビュー戦をテキサス州で行い、ホルヘ・ロペスを6回2分1秒レフェリーストップとなるTKO勝ちを収めた。
1994年8月20日、ハウテン州カルーセル・カジノで世界初挑戦。IBF世界スーパーバンタム級王者ケネディ・マッキニーと対戦。試合予想では28戦無敗だったマッキニーが圧倒的優位だったが、試合が始まればマッキニーを手数で圧倒しスーパーバンタム級で安定政権を築いたマッキニーを制圧。12回3-0(2者が116-112、117-111)の判定勝ちを収め王座獲得に成功した。
1994年11月19日、フェリックス・カマチョと対戦した。プエルトリコでもタフで鳴らしたカマチョを終始手数で圧倒しダウン寸前まで追い詰めた。12回3-0(119-110、117-111、118-111)の判定勝ちを収め王座獲得に成功した
初防衛後圧倒的不利を覆して王座を獲得したケネディ・マッキニー戦が評価され1994年度リングマガジン アップセット・オブ・ザ・イヤーを受賞した。
1995年3月4日、ムハンマド・ヌーフダと対戦し12回3-0(2者が119-109、118-110)の判定勝ち。2度目の防衛に成功した。
1995年4月29日、2度目の防衛戦から1か月後の試合で14戦全勝のビクトル・ルレレナーと対戦し、12回3-0(118-110、114-111、120-105)の判定勝ち。3度目の防衛に成功した。
1995年9月26日、ラウレアノ・ラミレスと対戦し、12回3-0(2者が117-111、118-112)の判定勝ちを収め4度目の防衛に成功した。
1996年1月23日、ミシシッピー州グランド・カジノでKO率65%超の強打のジョニー・レウスと対戦し12回3-0(118-111、118-112、120-108)の判定勝ちを収め5度目の防衛に成功した。
1996年4月15日、パブロ・オズーナと対戦し、2回39秒レフェリーストップとなるTKO勝ちを収め6度目の防衛に成功した。
1996年8月20日、ヘスス・サルドと対戦。12回3-0(118－110、118-109、117-111)の判定勝ちを収め7度目の防衛に成功した。
1997年4月5日、ケネディ・マッキニーとリマッチを行い前回の王座獲得と違いマッキニーに前半圧倒的に攻め込まれたもののその後はブングが手数の多さで反撃し12回2-1(115-113、117-113、113-115)の僅差判定勝ちを収め8度目の防衛に成功した。王座獲得後初の苦戦を味わった。
1997年8月16日、エンリケ・ジュピターと対戦。12回3-0(117-112、116-113、115-113)の判定勝ちを収め9度目の防衛に成功した。前回と同じく苦戦を味わいながら追い上げをわずかに振り切った。
1997年11月15日、アーネル・バロテッロと対戦し12回3-0(117-111、118-111、120-108)の判定勝ちを収め10度目の防衛に成功した。2試合連続で苦戦を味わったが今回はしっかり結果を残した。
1998年5月16日、エーネスト・グレイと対戦。この試合でも苦戦し12回2-1(2者が116-113、113-115)の僅差判定勝ちを収め11度目の防衛に成功した。終盤を取ってなければグレイに敗れるところだった。国内でも減量苦が伝えられるほどスーパーバンタム級での限界説が出てきた。
1998年10月31日、ニュージャージー州アトランティックシティコンベンションセンターでIBFでフライ級とスーパーフライ級で王座を獲得している元2階級制覇王者のダニー・ロメロと対戦したが前回と同じく苦戦。12回2-0(115-114、117-112、114-114)の判定勝ち。前回同様終盤のラウンドを取っていなければロメロに敗れるところで12度目の防衛に成功した。
1999年2月6日、ビクトル・ルレレナーと4年振りの再戦。前回判定でも圧勝したが7回終了時ルレレナーの負傷棄権により13度目の防衛に成功した。南アフリカのプロボクシング世界王者の最多防衛記録を樹立した。
翌月ブングはフェザー級で2階級制覇に挑戦すべくIBF世界スーパーバンタム級王座を返上した。
2000年3月11日、1年振りの試合をイギリスロンドンオリンピアで、WBO世界フェザー級王者ナジーム・ハメドと対戦するがキャリア初のKO負けとなる4回1分38秒レフェリーストップとなるTKO負けを喫し2階級制覇に失敗した。
2002年7月27日、自身が返上した後に世界王座になったレーロホノロ・レドワバと空位のWBU世界フェザー級王座決定戦を行い、12回0-3(109-119、113-115、111-117)の判定負けを喫し新旧スーパーバンタム級王座対決で話題になるも王座獲得ならず。
2003年5月31日、後のIBF世界スーパーバンタム級王者タカラニ・ヌドロブと対戦し、10回2-1(96-94、97-94、95-96)の僅差判定勝ちでIBO世界フェザー級王座挑戦権獲得に成功した。タフなヌドロフに苦戦するも何とか押し切った。
2004年2月7日、タカラニ・ヌドロフとIBO世界フェザー級王座決定戦を行い、前回同様ヌドロフのタフと防御能力の高さに苦しめられるも手数で押し切り12回2-1(115-113、115-114、114-116)の僅差判定勝ちを収め王座獲得に成功した。
2005年6月25日、トーマス・マシャバと対戦するが、タフで粘り強さを持つマシャバを捕えきれず的確なパンチや多彩なテクに苦しめられた。12回0-3(114-116、113-116、111-117)の判定負けを喫し初防衛に失敗し王座から陥落した。この試合を最後に現役を引退した。
現在は古巣ゴールデン・グローブ・プロモーションのトレーナーを務めシンピウィ・ベトイェカがブングの現役時代にやった薪割りトレーニングを始めメンタル面を強化した結果WBA・IBO世界フェザー級スーパー王者になった。そのほかにムゾンケ・ファナを指導している。

## 獲得タイトル
- ケープスーパーバンタム級王座
- 南アフリカスーパーバンタム級王座
- IBF世界スーパーバンタム級王者（防衛13=返上）
- IBO世界フェザー級王座

## 表彰
- 1994年度リングマガジン アップセット・オブ・ザ・イヤー（ケネディ・マッキニー戦）